# Corsa delle bighe
La Corsa delle bighe (in francese Course de chars; in inglese Chariot Race) è un dipinto a olio su tavola dipinto nel 1876 da Jean-Léon Gérôme. È conservato all'istituto d'arte di Chicago dal 1984.
L'opera fa parte di una serie di dipinti di Gérôme sul tema dei giochi del circo e degli anfiteatri nella Roma antica.

## Descrizione
Questo quadro rappresenta una corsa dei carri, nella quale otto quadrighe corrono a tutta velocità attorno a una curva, alzando la sabbia della pista del Circo Massimo di Roma, un'arena celebre e colossale.
L'ippodromo è riconoscibile dalla forma della pista e dalle due mete che segnano la fine del muro centrale (la spina). La spina è punteggiata da vari monumenti decorativi, come degli altari, delle edicole, degli obelischi, dei padiglioni e delle statue.
Da ogni lato si trovano i gradini, soprattutto a sinistra, dove c'è la loggia imperiale. Alcuni spettatori sono scesi sulla pista, volendo vedere da vicino lo spettacolo e gli incidenti che spesso avvenivano nel momento critico dell'attraversamento della curva. Tre cavalieri si trovano vicino agli spettatori. La collina del Palatino e il palazzo imperiale si vedono sullo sfondo a sinistra. Al centro, sempre sullo sfondo, potrebbe essere raffigurato il Settizonio, una struttura della Roma antica che scomparve in epoca rinascimentale.
L'azione viene vista come se lo spettatore si trovasse sulla pista, e questo espediente verrà ripreso in un altro dipinto dell'artista ambientato nell'antica Roma, L'ultima preghiera dei martiri cristiani del 1883. La firma dell'artista (JL GEROME) si trova in basso a sinistra, in mezzo alla sabbia.

## Galleria d'immagini

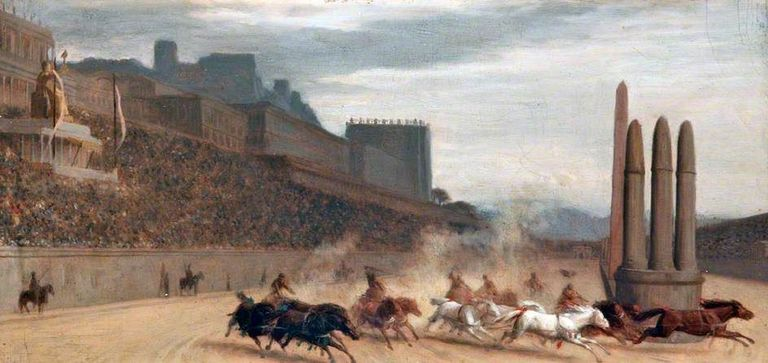
Uno studio preparatorio per l'opera.
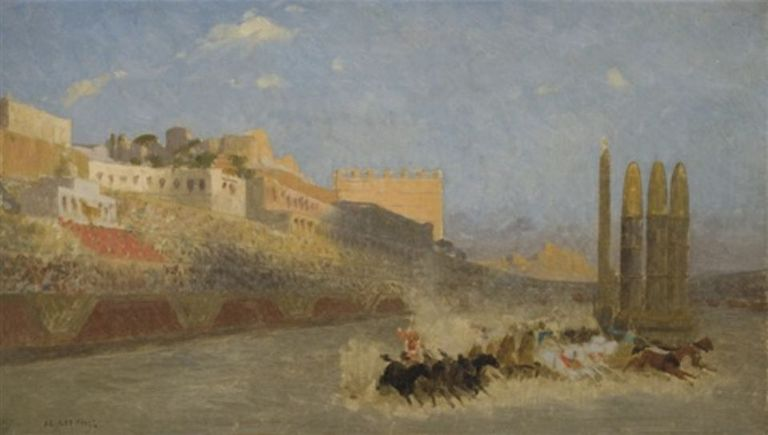
Uno studio a olio della composizione.